# Alberto Ceardi
Alberto Jorge Ceardi Ferrer; (Valparaíso, 17 de noviembre de 1901 - Santiago, 12 de diciembre de 1987) fue un abogado y político conservador chileno. Se desempeñó como diputado de la República en representación de la 6ª Agrupación Departamental de Valparaíso y Quillota, durante tres periodos legislativos consecutivos entre 1941 y 1953.

## Familia y estudios
Nació en Valparaíso, el 17 de noviembre de 1901; hijo de José Guillermo Ceardi Soruco y Amelia Ferrer Arce. Realizó sus estudios primarios y secundarios en el Seminario de Valparaíso, y los superiores en el Curso de Leyes del Colegio de los Sagrados Corazones de la misma ciudad, jurando como abogado el 9 de septiembre de 1927 con la tesis titulada: Empleados particulares a bordeo de naves mercantes.
Se casó en Viña del Mar, el 8 de septiembre de 1929, con Ana Bories Gutiérrez, con quien tuvo dos hijos.

## Carrera profesional
Ejerció su profesión varios años y se desempeñó como secretario en la Intendencia de Valparaíso, desde 1932 hasta 1940. Paralelamente z en 1936 fue comisionado por la Municipalidad del Valparaíso, para estudiar la organización de restaurantes populares en Guayaquil, Ecuador.

## Carrera política
Miembro del Partido Conservador, pasó después a formar parte de la Falange Nacional (FN), siendo candidato de dicha colectividad  en las elecciones parlamentarias de 1941, resultando elegido como diputado por la 6ª Agrupación Departamental de (correspondiente a los departamentos de Valparaíso y Quillota), por el periodo legislativo 1941-1945.  A pesar de haber sido proclamado electo por el Tribunal Calificador de Elecciones (Tricel), fue alejado del cargo el 11 de junio de 1941 aceptando la incorporación de José Antonio Ollino Buzeta (PR), mientras se repetía la elección en algunas mesas anuladas. Verificado este nuevo comicio, el 26 de agosto del mismo se proclamó de manera definitiva a Ceardi. Durante su gestión fue diputado reemplazante en la Comisión Permanente de Agricultura y Colonización.
En las elecciones parlamentarias de 1945, obtuvo la reelección diputacional por la misma zona, por periodo 1945-1949. En esa oportunidad fue miembro de las comisiones permanentes de Defensa Nacional y de Industrias.
Asimismo, en las elecciones parlamentarias de 1949, obtuvo nuevamente la reelección, por el periodo 1949-1953; integrando la Comisión Permanente de Defensa Nacional.

## Otras actividades
Por otra parte, fue miembro del Colegio de Abogados, del Club de Viña del Mar y socio del club de fútbol Everton de Viña del Mar.